# Lee Sung-yeol
Lee Sung-yeol (이성열?, 李成烈?, I Seong-yeolLR, I Sŏng-yŏlMR; Yongin, 27 agosto 1991) è un cantante e attore sudcoreano, membro della boy band Infinite.

## Biografia
Nato e cresciuto a Yongin, città della provincia sudcoreana del Gyeonggi, ha studiato musica presso l'Università di Daekyung, assieme ai colleghi Sung-kyu, L, Dong-woo e Hoya.
È fratello maggiore del cantante Lee Dae-yeol, anch'egli sotto contratto con la Woollim Entertainment e membro della boyband Golden Child.

## Discografia
Per le opere con gli Infinite, si veda Discografia degli Infinite.

## Filmografia
- Kkotboda namja (꽃보다 남자?) – serie TV (2009)
- Jalhaetgun jalhaess-eo (잘했군 잘했어?) – serie TV (2009)
- Dahamkke cha cha cha (다함께 차차차?) – serie TV (2009-2010)
- Dangsin-i jamdeun sa-i (당신이 잠든 사이?) – serie TV (2011)
- Wara! Pyeon-uijeom (와라! 편의점?) – webtoon (2011)
- Sachun-gi medley (사춘기 메들리?) – serie TV (2013)
- Love for ten - Sunjeong-ui sidae (러브포텐 - 순정의 시대?) – serie TV (2013)
- Hi! School - Love On (하이스쿨: 러브온?) – serie TV (2014)
- D-Day (디데이?) – serie TV (2015)
- Mi-wido saranghae (미워도 사랑해?) – serie TV (2017-2018)
- Mijesageon imsijeondamban (미제사건 임시전담반?) – serie TV (2018)